# K.P.T.
K.P.T. var en finländsk språkpolitisk förening med radikalt fennomanskt program, grundad 1880 av studenter. 
K.P.T. bildades genom att de mest radikala fennomanerna bröt sig ur Suomalainen nuija. Namnet stod för "Kansan pyhä tahto" (Folkets heliga vilja, samtidigt namn på föreningens språkrör) eller "Koko programmi toimeen" (Förverkliga hela programmet). Initiativtagare var Lauri Kivekäs.